# Superjail!
 (septembre 2011).
Si vous disposez d'ouvrages ou d'articles de référence ou si vous connaissez des sites web de qualité traitant du thème abordé ici, merci de compléter l'article en donnant les références utiles à sa vérifiabilité et en les liant à la section « Notes et références ».
Superjail! est une série d'animation pour adultes américano-canadienne créée par Christy Karacas, Stephen Warbrick et Ben Gruber, diffusée sur Adult Swim du 13 mai 2007 au 20 juillet 2014.
Cette série est inédite dans les pays francophones.

## Synopsis
La série suit les événements qui se déroulent dans une prison surnaturelle, qui donne son nom à la série. Superjail! se caractérise par une violence extrême désamorcée par un traitement psychédélique du graphisme et par son humour noir. Le contenu de ce programme a été jugé inapproprié pour un public âgé de moins de 17 ans.

## Personnages principaux
- Le directeur de la prison - Vêtu d'un queue-de-pie violet et d’un haut de forme de la même couleur, le directeur de la prison s’apparente à un Willy Wonka pour son excentricité. Il est narcissique et infantile, et met en danger régulièrement la vie des prisonniers pour satisfaire ses propres caprices.
- Jared - Le comptable, et l’assistant principal du directeur de la prison, il gère la plupart des tâches administratives de la prison. Il fut initialement un prisonnier et il obtint son poste en impressionnant le directeur par son intelligence. Il est perpétuellement paniqué par les évènements en cours. Jared est loyal au directeur de la prison, quoiqu’il soit souvent raillé par ce dernier.
- Alice - La gardienne de prison en chef. C’est une femme transgenre. Elle est dépeinte comme une personne dure et peu sensible. Dans la série, elle endosse régulièrement des rôles féminins traditionnels.
- Jailbot - Le robot à-tout-faire de la prison. Il a été conçu par le directeur de la prison lui-même et il n’éprouve aucune pitié lorsqu’il se met en chasse d’un détenu. Jailbot est capable de voler, il ne parle pas mais exprime ses émotions par un afficheur LCD.

## Cadre
La majorité des épisodes de Superjail! se déroulent à l'intérieur de la prison du même nom. La prison est bâtie à l'intérieur d'un volcan qui est lui-même situé dans un volcan plus grand.
Dans la première saison, chaque épisode commence avec une histoire tournant autour d'une idée saugrenue du directeur de la prison et s’achève par un bain de sang psychédélique au cours duquel des dizaines de détenus s’entretuent ou sont assassinés par une entité extérieure à la prison.
Certains épisodes n'ont pas de résolution finale, et l'histoire peut tout simplement s'arrêter lorsque les événements ont atteint leur paroxysme. La situation de départ est néanmoins restaurée à chaque épisode.

## Séquence d’ouverture
La plupart des épisodes débutent par l’appréhension du criminel Jacknife par Jailbot, puis de son transfert vers Superjail, ce qui donne lieu au générique d’ouverture.

## Épisodes

### Première saison (2007-2008)
1. Bunny Love (Pilote)
2. Superbar
3. Combaticus
4. Ladies Night
5. Cold-Blooded
6. Don't Be a Negaton
7. Terrorarium
8. Mr. Grumby-Pants
9. Dream Machine
10. Time-Police Part 1
11. Time-Police Part 2

### Deuxième saison (2011)
1. Best Friends Forever
2. Mayhem Donor
3. Lord Stingray Crash Party
4. Hotchick
5. Gay Wedding
6. Ghosts
7. Jailbot 2.0
8. The Budding of the Warbuxx
9. Superjail Grand Prix
10. Vacation

### Troisième saison (2012)
1. Stingstress
2. Superfail!
3. Uh, Oh! It's Magic!
4. Sticky Discharge
5. Special Needs
6. Troubles with Triplets
7. Nightshift
8. Oedipus Mess
9. Planet Radio
10. Burn Stoolie, Burn

### Quatrième saison (2014)
1. SuperHell!
2. Last Pack
3. Jean, Paul, Beefy, and Alice
4. The Superjail Inquisitor
5. Superstorm!
6. The Superjail Six